# Olivier Verdon
Ne doit pas être confondu avec Olivier Vernon.
Olivier Verdon, né le 5 octobre 1995 à Clamart (Hauts-de-Seine), est un footballeur international béninois. Il évolue actuellement au poste de défenseur central au Ludogorets Razgrad.

## Biographie

### Débuts de carrière
Après avoir évolué chez les jeunes à l'US Torcy, puis être passé au centre de formation du RC Lens, Verdon rejoint l'AS de Taissy, club de Division d'Honneur, en 2013.
En 2014, il signe avec le club d'Angoulême, en CFA2.

### Girondins de Bordeaux

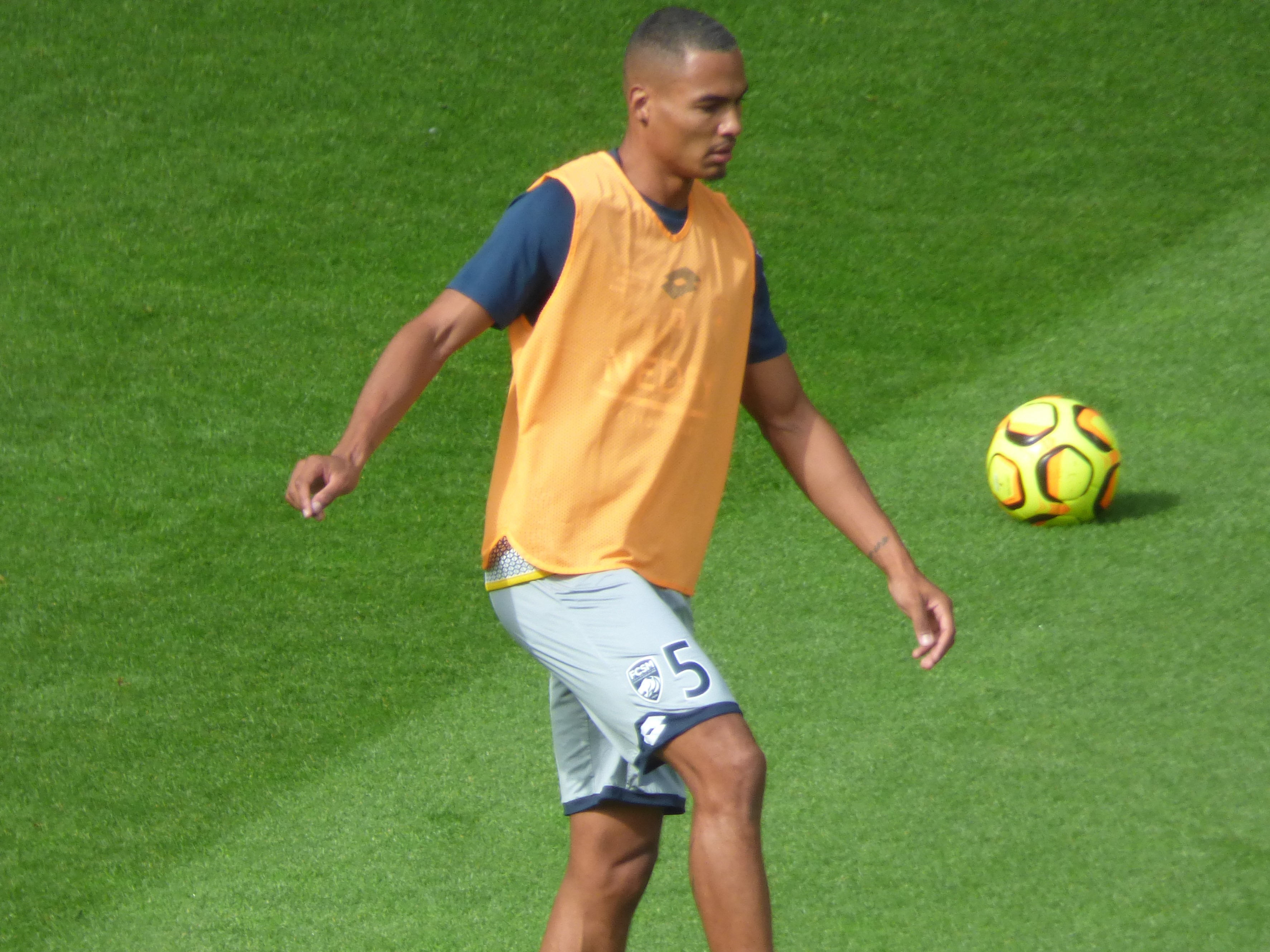
Olivier Verdon en 2018.

Au vu de ses performances avec Angoulême, Verdon est repéré par les Girondins de Bordeaux, qu'il rejoint en janvier 2016. Petit à petit, malgré des débuts compliqués par des blessures, il s'impose comme un joueur phare de la réserve du club. Il signe alors son premier contrat pro le 27 avril 2017.
Le 19 novembre 2017, il fait ses débuts chez les professionnels à l'occasion d'un match de Ligue 1 contre l'Olympique de Marseille. Sa progression est toutefois freinée par plusieurs blessures : une lésion au quadriceps en fin d'année 2017, suivie d'une entorse du genou en janvier 2018.

### Carrière internationale
Né d'une mère béninoise et d'un père français, Verdon évolue avec l'équipe du Bénin. Après avoir été convoqué chez les moins de 20 ans, il honore sa première sélection avec les A le 24 mars 2017, lors d'un match amical contre la Mauritanie. Cette même année, il prend également part au premier match de son pays dans les éliminatoires de la CAN 2019, contre la Gambie, puis à des matchs amicaux contre le Congo et la Tanzanie.

## Polémiques

### Agressions
Le 18 juin 2021, une influenceuse, nommée Emma Zouggari, publie sur son compte Instagram un récit détaillé des actes que lui a fait subir Olivier Verdon. Les faits se seraient déroulés fin 2020 en Bulgarie. Une plainte contre Olivier Verdon a été déposée pour tentative de féminicide, menace de mort et séquestration . Dans sa publication, elle liste ses blessures infligées : fracture du calcanéum, trois fractures du bassin gauche ischio-pubien, luxation à l’index gauche, trois points de suture à la tête et douze points de suture au pied. La femme avec qui il était en couple aurait décidé de le quitter à la suite d'un adultère commis par Olivier Verdon. Mais à la suite de cette nouvelle, le footballeur aurait alors décidé de tenter d'immoler sa compagne de l'instant. Celle-ci fuit en sautant du 5ème étage, elle survécu mais avec de nombreuses séquelles. Le footballeur avait déjà été arrêté en 2019 pour violences conjugales.

## Statistiques
| Saison                | Club                   | Championnat           | Championnat | Championnat | Coupe(s) nationale(s) | Coupe(s) nationale(s) | Supercoupe | Supercoupe | Compétition(s) continentale(s) | Compétition(s) continentale(s) | Compétition(s) continentale(s) | Barrage | Barrage | Total | Total |
| Saison                | Club                   | Division              | M.          | B.          | M.                    | B.                    | M.         | B.         | Comp.                          | M.                             | B.                             | M.      | B.      | M.    | B.    |
| 2016-2017             | Girondins de Bordeaux  | Ligue 1               | 1           | 0           | -                     | -                     | -          | -          | -                              | -                              | -                              | -       | -       | 1     | 0     |
| 2017-2018             | Girondins de Bordeaux  | Ligue 1               | -           | -           | -                     | -                     | -          | -          | -                              | -                              | -                              | -       | -       | 0     | 0     |
| Sous-total            | Sous-total             | Sous-total            | 1           | 0           | -                     | -                     | -          | -          | -                              | -                              | -                              | -       | -       | 1     | 0     |
| 2018-2019             | FC Sochaux-Montbéliard | Ligue 2               | 30          | 2           | -                     | -                     | -          | -          | -                              | -                              | -                              | -       | -       | 30    | 2     |
| 2019-2020             | KAS Eupen              | Division 1A           | 22          | 0           | 2                     | 0                     | -          | -          | -                              | -                              | -                              | -       | -       | 24    | 0     |
| 2020-2021             | Ludogorets Razgrad     | Efbet Liga            | 16          | 0           | 4                     | 0                     | -          | -          | C3                             | 7                              | 0                              | 3       | 0       | 30    | 0     |
| 2021-2022             | Ludogorets Razgrad     | Efbet Liga            | 17          | 3           | 3                     | 0                     | 1          | 0          | C1+C3                          | 8+5                            | 0                              | 5       | 0       | 39    | 3     |
| 2022-2023             | Ludogorets Razgrad     | Efbet Liga            | 22          | 1           | 3                     | 0                     | 1          | 0          | C1+C3                          | 6+8                            | 0+1                            | 3       | 0       | 43    | 2     |
| 2023-2024             | Ludogorets Razgrad     | Efbet Liga            | 24          | 1           | 2                     | 0                     | 1          | 1          | C1+C3+C4                       | 2+4+8                          | 0+1+1                          | 3       | 1       | 44    | 5     |
| 2024-2025             | Ludogorets Razgrad     | Efbet Liga            | 22          | 2           | 3                     | 0                     | 1          | 0          | C1+C3                          | 6+7                            | 0                              | 5       | 1       | 44    | 3     |
| 2025-2026             | Ludogorets Razgrad     | Efbet Liga            | 4           | 1           | -                     | -                     | -          | -          | C1                             | 3                              | 0                              | -       | -       | 7     | 1     |
| Sous-total            | Sous-total             | Sous-total            | 105         | 8           | 15                    | 0                     | 4          | 1          | -                              | 64                             | 3                              | 19      | 2       | 207   | 14    |
| Total sur la carrière | Total sur la carrière  | Total sur la carrière | 158         | 10          | 17                    | 0                     | 4          | 1          | -                              | 64                             | 3                              | 19      | 2       | 262   | 16    |

## Palmarès
Avec le PFK Ludogorets Razgrad; Olivier Verdon est champion de Bulgarie à cinq reprises consécutives en 2021, 2022, 2023, 2024 et 2025.
Il remporte la Coupe de Bulgarie en 2023 et 2025 et la Supercoupe de Bulgarie en 2021, 2022, 2024 et 2025. Il est également finaliste de la Coupe de Bulgarie en 2024.